# 弗雷拉戈内格罗
弗雷拉戈内格罗是巴西米纳斯吉拉斯州的一个市镇。总面积168.79平方公里，总人口3342人，人口密度19.8人/平方公里。